# 朱霽青
朱 霽青（しゅ せいせい）は中華民国の軍人・ジャーナリスト。旧名は国陞。別名は自新。字は紀卿。号は再造子。

## 事跡

### 革命派としての活動
1899年（光緒25年）、瀋陽文会書院に入学する。1901年（光緒27年）、日本に留学し、東斌学堂で軍事を学んだ。1904年（光緒30年）、東京で革命派の雑誌『雛報』を創刊したが、僅か2期で停刊させられている。翌年、中国同盟会に加入した。 
1906年（光緒32年）に朱霽青は帰国し、広寧県で広業学院を創設して革命派の思想を宣伝したが、まもなく当局により廃校に追い込まれた。同年冬、ダミーの炭鉱会社を組織して反清武装力の組織を図ったが、やはり事が漏れ、解散させられている。その後も革命派としての活動を継続し、辛亥革命勃発の際には、藍天蔚が煙台で組織した関外民軍に加入し、民軍都督府総参謀長に任ぜられた。
1912年（民国元年）、同盟会奉天支部が国民党奉天支部に改組されると、朱霽青は同支部で宣伝事務を担当し、機関紙『東三省民報』を創刊している。1915年（民国4年）、東京に赴くと孫文（孫中山）から帰国して袁世凱討伐のための武装組織を結成するよう命じられた。山東省に戻った朱は中華革命軍東北軍を組織し、自ら師長となったが、北京政府派の張懐芝に敗北して捕虜となっている。

### 中国国民党での活動
1921年（民国10年）に釈放されると、朱霽青はソビエト連邦へ視察に赴いた。翌年帰国し、ハルビンで『平民周報』を創刊している。その後、広州の孫文に合流し、1923年（民国12年）5月、大本営諮議に任ぜられた。1925年（民国14年）秋、奉天（瀋陽）で国民革命軍東北軍総司令部を秘密裏に組織し、郭松齢の反張作霖クーデターに呼応して蜂起したが、敗北して広州に逃れている。
1926年（民国15年）1月、中国国民党第2期中央執行委員候補に選出され、同年秋に北伐に加わって前線西路川湘黔点検委員に任ぜられた。満州事変（九・一八事変）勃発後に、遼熱抗日義勇軍を指揮し、さらに熱河省で東北抗日救国軍を成立させている。1933年（民国22年）5月には、察哈爾民衆抗日同盟軍に参加して総参議に任命された。しかし抗日同盟軍は同年に解散に追い込まれている。1935年（民国24年）から1937年（民国26年）まで、正太鉄路局局長を務めた。
1945年（民国34年）5月、国民党第6期中央執行委員に選出される。日中戦争（抗日戦争）終結後、軍事委員会委員長東北行営政治委員会委員に任ぜられた。翌年、制憲国民大会代表に選出されている。1950年（民国39年）、台湾に赴き、総統府国策顧問となった。
1955年（民国44年）2月10日、台北市にて病没。享年74（満72歳）。